# نوباء حزيمية
نوباء حزيمية (الاسم العلمي:Alternaria fasciculata) هي نوع من الفطريات تتبع جنس النوباء من الفصيلة البوغيانية.